# Slammiversary XVII
Slammiversary XVII est un pay-per-view (PPV) de catch professionnel produit par Impact Wrestling. Il a eu lieu le 7 juillet 2019 au Gilley's Dallas à Dallas, Texas. Il est le 17e événement dans la chronologie des Slammiversary.

## Storylines
Les spectacles d'Impact Wrestling sont constitués de matchs aux résultats prédéterminés par les scénaristes d'Impact Wrestling. Ces rencontres sont justifiées par des storylines – une rivalité avec un catcheur, la plupart du temps – ou par des qualifications survenues dans les shows d'Impact Wrestling. Tous les catcheurs possèdent un gimmick, c'est-à-dire qu'ils incarnent un personnage gentil (face) ou méchant (heel), qui évolue au fil des rencontres.

## Résultats
| No.                                                          | Résultats | Stipulations                                                         | Temps |
| ------------------------------------------------------------ | --- | -------------------------------------------------------------------- | ----- |
| 1                                                            | Willie Mack bat Jake Crist, TJP et Trey Miguel | Four-way match                                                       | 10:00 |
| 2                                                            | The North (Ethan Page et Josh Alexander) (c) battent The Latin American Xchange (Ortiz et Santana) (avec Konnan) et The Rascalz (Dezmond Xavier et Zachary Wentz) | Three-way tag team match pour les Impact World Tag Team Championship | 7:20  |
| 3                                                            | Eddie Edwards et Killer Kross | First Blood match                                                    | 11:30 |
| 4                                                            | Moose bat Rob Van Dam | Singles match                                                        | 13:50 |
| 5                                                            | Taya Valkyrie (c) bat Jessicka Havok, Rosemary et Su Yung | Four-way Monster's Ball match pour le Impact Knockouts Championship  | 11:45 |
| 6                                                            | Rich Swann (c) bat Johnny Impact | Singles match pour le Impact X Division Championship                 | 14:55 |
| 7                                                            | Brian Cage (c) bat Michael Elgin | Singles match pour le Impact World Championship                      | 14:10 |
| 8                                                            | Sami Callihan bat Tessa Blanchard | Intergender match                                                    | 15:00 |
| - (c) – fait référence au(x) champion(s) au cours d'un match | |                                                                      |       |

### Main Event
C'est la première fois que le main event d'un pay-per-view fut un Intergender match. Le match opposa Sami Callihan à Tessa Blanchard.

### Anecdotes
Aucun titre ne changea de mains au cours de ce show.
Après ce pay-per-view, les contrats de LAX et de Johnny Impact ne furent pas renouvelés par ces derniers.
Rhino effectua son retour sous un masque en attaquant Michael Elgin.